# Brandberge

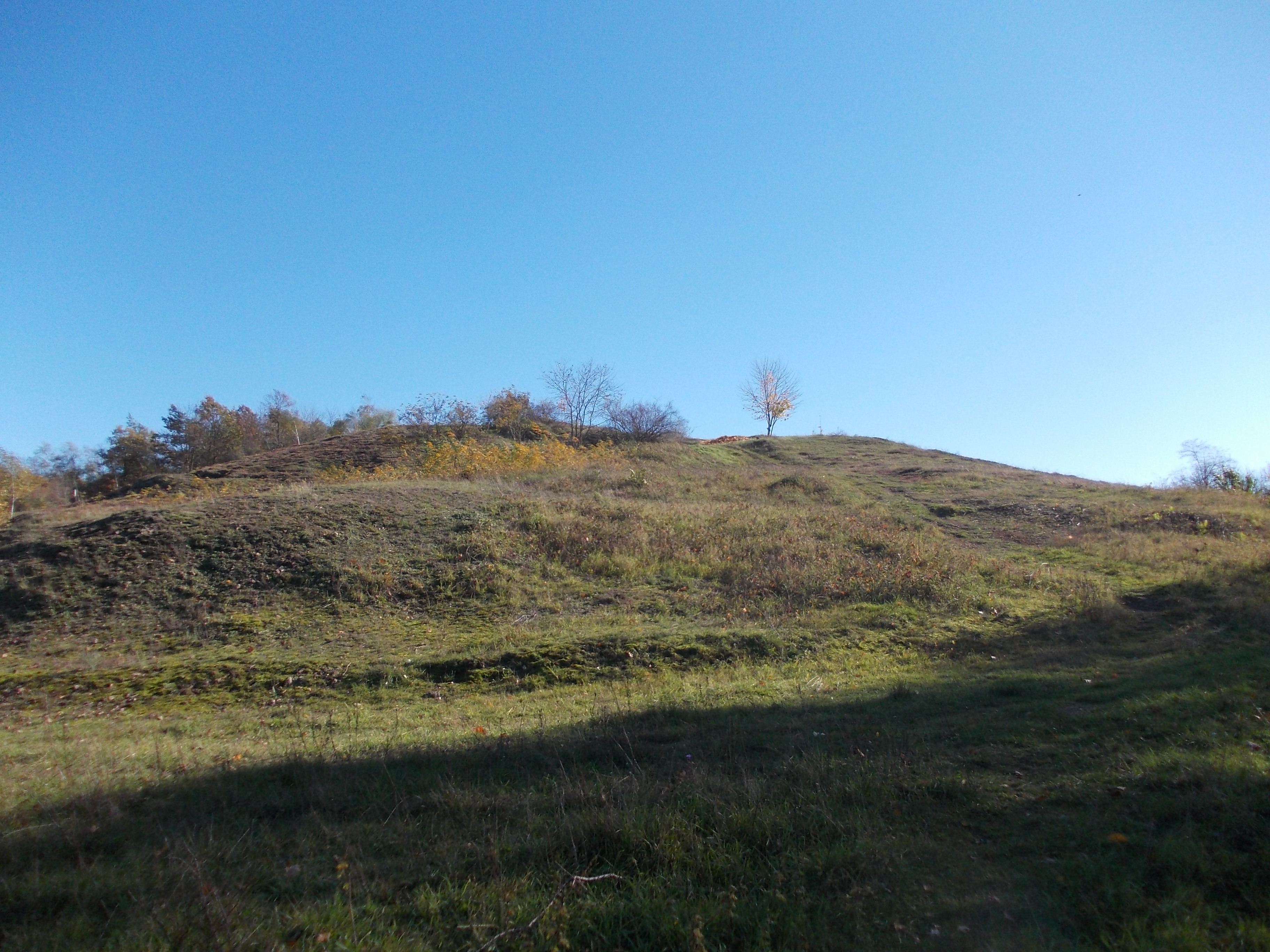
In den Brandbergen

Die Brandberge sind ein 92 Hektar großes Naturschutzgebiet im Landschaftsschutzgebiet „Saaletal“. Auf dem Gelände befindet sich die ehemalige unter Denkmalschutz stehende Thingstätte Brandberge.

## Naturschutzgebiet
Das Gebiet ist gemäß der Fauna-Flora-Habitat-Richtlinie ein ausgewiesenes Schutzgebiet in Natur- und Landschaftsschutz. Die Brandberge liegen im Bundesland Sachsen-Anhalt, im nordwestlichen Stadtgebiet von Halle, zwischen Kröllwitz und Heide-Nord, am Rand des hercynischen Trockengebietes und haben durch eine nach Nord-Nord-Ost gerichtete Kaltluftströmung wichtige Bedeutung für das Klima der Stadt Halle.

### Nutzung
In den 1930ern war es ein beliebtes Wintersportgebiet. Nach dem Zweiten Weltkrieg bis Ende 2007 wurden die Brandberge als Truppenübungsplatz durch sowjetisches Militär, NVA und Bundeswehr genutzt. In dieser Zeit konnte sich dort Flora und Fauna weitgehend ungestört entwickeln. Im Jahr 2004 wurden 40 Hektar des Areals für 37.000 Euro an hallesche Privatleute versteigert. Heute dient das Gebiet ausschließlich als Weideland für Schafe.

### Geologie
Die Brandberge bestehen aus stark reliefierten Porphyrkuppenkomplexen und flachen Bereichen in Richtung der benachbarten Saale.
Im zentralen Bereich dieser Porphyrkuppen befinden sich Reste alttertiärer Kaolinrinde und tertiärer Sedimente. Zwischen dem hallischen Hechtgraben und der Saale hat sich ein trockener Untergrund aus Kiesablagerungen gebildet, teilweise sind diesem bindige Deckschichten aufgelagert.

### Flora
Das Gebiet ist gekennzeichnet durch Trocken- sowie Halbtrockenrasen und Zwergstrauchheiden auf Porphyrkuppen, Kleingewässer und Röhrichte, Bruchwald, anmoorige Standorte, Ruderalstellen und magere Ackerflächen. Es finden sich dort schützenswerte Pflanzenarten wie das Gemeine Kreuzblümchen, die Gemeine Kuhschelle, die Kuckuckslichtnelke und der Gemeine Wasserhahnenfuß. Ebenfalls finden sich dort stark gefährdete Pflanzengesellschaften wie z. B. Euphorbio-Callunetum, Thymo-Festucetum und Filipendulo-Helictotrichetum.

### Fauna
In den Brandbergen finden sich zahlreiche Arten von Lurchen und Kriechtieren wie Kreuzkröten, Kammmolche und Ringelnattern. Wat- und Singvögel nutzen das Gebiet als Brutplatz. Greifvögel nutzen die Ackerflächen zur Nahrungsbeschaffung und im ganzen Gebiet gibt es eine äußerst vielfältige Insektenfauna.